# ماده تخم‌گذار

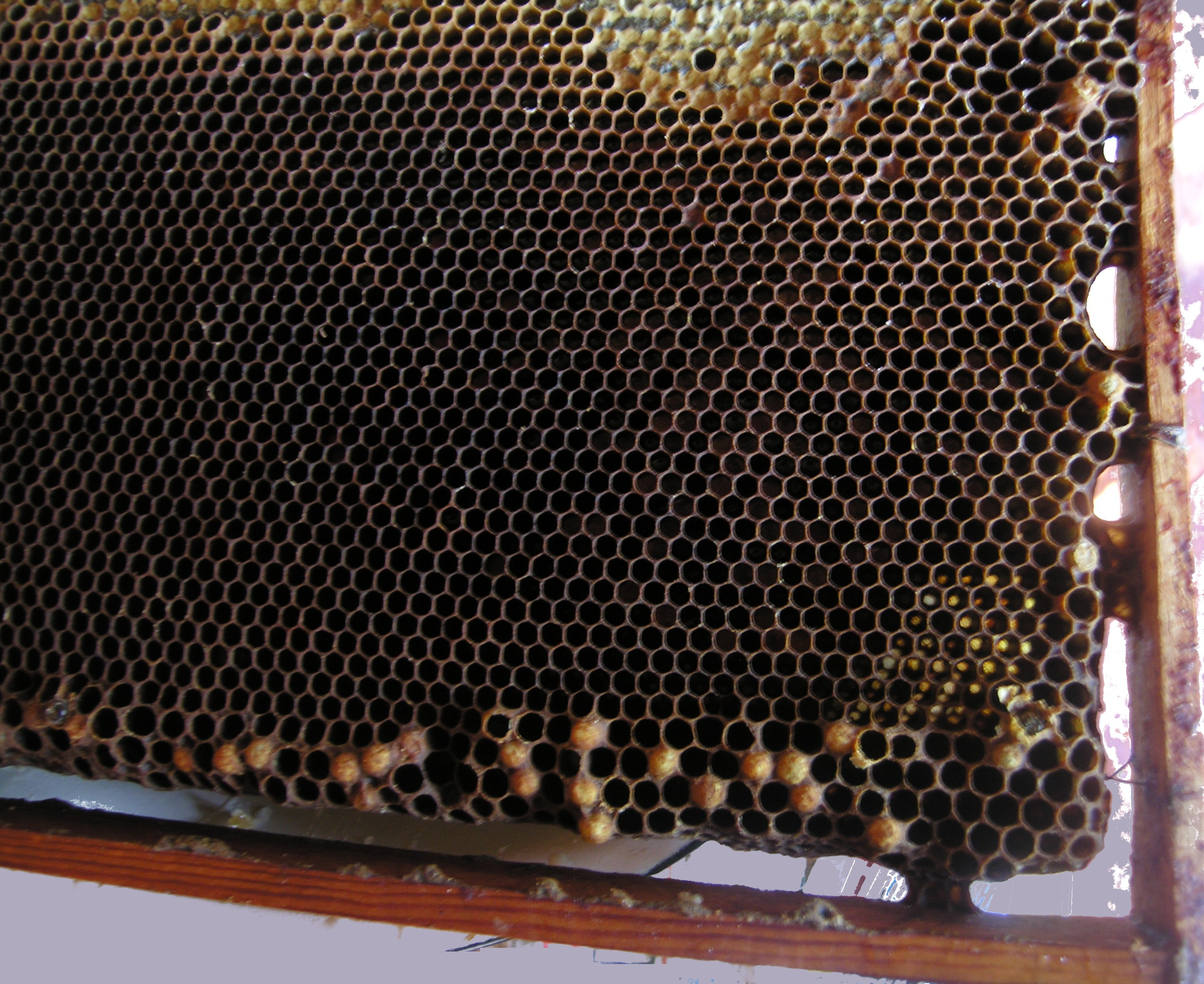
لانه زنبور عسل کارگر تخم گذار

ماده تخم‌گذار به زنبور کارگری غیر از ملکه زنبور عسل می‌گویند که در کندو تخم‌گذاری می‌کند. ملکه در کندو ماده‌ای به نام فرمون ترشح می‌کند و ترشح این ماده باعث می‌شود که تخمدان‌های زنبورهای کارگر رشد نکند؛ ولی اگر ملکه بمیرد با آن را از کندو خارج کنیم زنبورهای ماده به دلیل نبود فرمون در کندو شروع به تخم‌ریزی می‌نمایند.
البته تمامی تخم‌هایی که توسط ماده‌ها ریخته می‌شود به دلیل نبود اسپرم، به نوزادان نر تبدیل می‌شوند.